# 8. februar
8. februar er dag 39 i året, i den gregorianske kalender. Der er 326 dage tilbage af året (327 i skudår).
- Corinthas dag. Ukendt helgen.

### Begivenheder
Født - Dødsfald
- 1867 - Det såkaldte Ausgleich (kompromis) resulterer i dannelsen af dobbeltmonarkiet Østrig-Ungarn.
- 1904 - Den russisk-japanske krig indledes ved et overraskende japansk torpedoangreb på Port Arthur i Kina.
- 1942 - Danmark sætter kulderekord i februar med -29,0 °C målt i Brande.
- 1955 - 8. februar erstatter Bogstavet Å det hidtil anvendte dobbelt-A (AA). Bolle-å bliver placeret sidst i det danske alfabet.
- 1972 - Fiskebækbroen styrter sammen kort før planlagt indvielse.
- 1982 - 32 omkommer ved en hotelbrand i Tokyo, Japan.
- 1990 - Baltica Finans køber Københavns Idrætspark.
- 1993 - 134 omkommer, da et militærfly kolliderede med et iransk passagerfly nær den iranske hovedstad Teheran.
- 2001 - Tysklands tidligere forbundskansler Helmut Kohl accepterer en bøde på 1,1 millioner kroner for at undgå en retssag om bedrageri. Sagen drejer sig om ikke-opgivne anonyme donationer til CDU. Affæren kaster CDU ud i sin største krise nogensinde og fører blandt andet til, at Kohls efterfølger Wolfgang Schäuble må træde tilbage som partileder.
- 2005 - For første gang lykkes det en Venstre-statsminister at genvinde regeringsmagten. Det sker, da Anders Fogh Rasmussen kan fortsætte det borgerlige regeringssamarbejde med Konservative.
- 2005   - Israel og Palæstina enes om en våbenstilstand.
- 2010 - EU's ekspertudvalg godkender brugen af thrombin, det såkaldte kødklister. Det kan nu også bruges i Danmark.

### Født
- 1700 - Daniel Bernoulli, hollandsk-schweizisk matematiker (død 1782).
- 1780 - Johan Christian Ryge, kgl. dansk skuespiller, instruktør og læge (død 1842).
- 1818 - Carl Frederik Sørensen, dansk marinemaler (død 1879).
- 1819 - John Ruskin, engelsk forfatter (død 1900).
- 1820 - William Tecumseh Sherman, amerikansk general (død 1891).
- 1828 - Jules Verne, fransk forfatter (død 1905).
- 1834 - Dmitrij Mendelejev, russisk kemiker (død 1907).
- 1835 - Vilhelm Bergsøe, dansk zoolog og forfatter (død 1911).
- 1866 - Jens Kusk Jensen, dansk forfatter og sømand (død 1936).
- 1883 - Joseph Schumpeter, østrigsk økonom (død 1950).
- 1920 - Lana Turner, amerikansk skuespillerinde (død 1995).
- 1925 - Jack Lemmon, amerikansk skuespiller (død 2001).
- 1926 - Birgitte Reimer, dansk skuespillerinde (død 2021).
- 1931 - James Dean, amerikansk skuespiller (død 1955).
- 1932 - John Williams, amerikansk filmkomponist (Jaws & Star Wars).
- 1934 - Anne Jerichow, dansk speakerpige, programvært og udsendelsesleder (død 2004).
- 1937 - Elith Nykjær, dansk jazzmusiker og tv-medarbejder (død 2023).
- 1941 - Nick Nolte, amerikansk skuespiller.
- 1941 - Wivi Leth, dansk børnebogsforfatter (død 2020).
- 1945 - Bodil Cath, dansk journalist.
- 1946 - Merete Voldstedlund, dansk skuespillerinde.
- 1947 - Hans Toft, dansk politiker og borgmester.
- 1953 - Troels Hulgaard, dansk jazzmusiker.
- 1955 - John Grisham, amerikansk forfatter.
- 1960 - Alfred Gusenbauer, østrigsk forbundskansler
- 1960 - Vibeke Dueholm, dansk skuespiller, sangerinde, tegnefilmsdubber og dialoginstruktør ved Sun Studio
- 1966 - Hristo Stoichkov, bulgarsk fodboldspiller.
- 1968 - Gary Coleman, amerikansk skuespiller (død 2010).
- 1987 - Esben Bjerre Hansen, radiovært på P3.

### Dødsfald
- 1587 - Maria Stuart. skotsk dronning (født 1542) - henrettet.
- 1725 - Peter den Store, russisk zar (født 1672).
- 1802 - Søren Gyldendal, dansk boghandler (født 1742).
- 1804 - Joseph Priestley, engelsk kemiker, filosof og pædagog (født 1733).
- 1808 - Ove Høegh-Guldberg, dansk statsmand, teolog og historiker (født 1731).
- 1848 - Christen Købke, dansk maler (født 1810).
- 1874 - David Friedrich Strauss, tysk forfatter og teolog (født 1808).
- 1918 – Louis Renault, fransk jurist og nobelprismodtager (født 1843).
- 1921 - Peter Kropotkin, russisk anarkist (født 1842).
- 1937 - Martin Borch, dansk arkitekt (født 1852).
- 1942 - Fritz Todt, tysk ingeniør og nazist (født 1891).
- 1952 - Aage Foss, dansk skuespiller (født 1885).
- 1957 - John von Neumann, ungarsk-amerikansk matematiker og fysiker (født 1903).
- 1969 - Haldor Hald, dansk biskop, teolog og korshærschef (født 1907).
- 1995 - Svend Saaby, dansk korleder, musikarrangør og dirigent (født 1910).
- 1998 - Halldór Laxness, islandsk forfatter og modtager af Nobelprisen i litteratur (født 1902).
- 1999 - Richard Bently Boone, amerikansk/dansk jazzmusiker (født 1930).
- 2007 - Anna Nicole Smith, amerikansk fotomodel, gift med den amerikanske oliemilliardær J. Howard Marshall (født 1967).
- 2010 - John Murtha, amerikansk politiker (født 1932).

- 2016 – Viggo Rivad, dansk fotograf (født 1922).
- 2023 – Burt Bacharach, amerikansk komponist og pianist (født 1928).

|  | Denne datoartikel kan blive bedre, hvis der indsættes et (bedre) billede Du kan hjælpe ved at afsøge Wikimedia Commons for et passende billede eller uploade et godt billede til Wikimedia Commons iht. de tilladte licenser og indsætte det i artiklen. |